# Pákozd
Pákozd nagyközség Fejér vármegyében, a Gárdonyi járásban, Székesfehérvártól 11 km-re északkeletre. A település és környéke kőkori, ókori és középkori régészeti lelőhelyekben gazdag terület. A magyar történelem két fontos, győztes csatája fűződik Pákozd nevéhez: a törökellenes küzdelmek során 1593-ban megvívott ütközet, valamint az 1848–1849-es szabadságharc egyik legnevezetesebb csatája.

## Fekvése

A Velencei-tó térképe

Pákozd a Velencei-hegység délkeleti, a Velencei-medencébe ereszkedő lankáin, a Velencei-tó északnyugati kiszögellésénél fekszik, átlagosan 125 méteres tengerszint feletti magasságban. A belterület délkeleti pereme a tóparttól mintegy 300–500 méterre húzódik, ezen a földsávon fut északkelet–délnyugati irányban az M7-es autópálya. Székesfehérvártól kelet–északkeletre, légvonalban 8, közúton 10 kilométerre, a járási központtól, Gárdonytól légvonalban 6, közúton 11 kilométerre található.
A tipikusan szalagtelkes település belterületi utcái a Velencei-hegység délkeleti, 110–155 méteres tengerszint feletti magasságban elhelyezkedő vonulatain futnak. Központi tengelyét az északkelet–délnyugati irányú sukoró–székesfehérvári főút (Budai út, 8116-os út), illetve az arra merőleges Bella-patak völgye adja; másik fontos útvonala a Seregélyestől Dinnyésen át idáig húzódó 6213-as út. Külterületeit délnyugaton érinti még a 7-es főút is.
Vasúton egykor elérhető volt a mára megszűnt Bicske–Székesfehérvár-vasútvonalon, jelenleg a Budapest–Murakeresztúr-vasútvonal dinnyési megállója van legközelebb, míg a vasútvonal átépítésekor megszüntetett régi dinnyési állomás Pákozd közigazgatási területére esik. A belterület nyugati-északnyugati szomszédságában, a Karácsony-hegy, illetve az Ősi-hegy lankáin szőlőskertek, hétvégi telkek, illetve új építésű lakóházak sorakoznak (Karácsonyhegy, Suhogó), míg Pákozd északkeleti előterében, a Csíkmák-hegy és a Kanca-hegy irányában, a Pákozdi-ér völgyével párhuzamosan a 20. század utolsó negyedében kialakult településrész dinamikus fejlődése tapasztalható (Újtelep).
Pákozdhoz tartozó fontos külterületi részek a település központjától 3 kilométerre keletre található Mészeg-hegyi katonai emlékhely, illetve a hajóállomással rendelkező Szúnyog-sziget, ezek gépjárművel a 81 307-es számú mellékúton közelíthetők meg.

## Földrajza
A települést északról a Velencei-hegység alacsony csúcsai koszorúzzák, ezek nyugatról kelet felé haladva: Ősi-hegy (155 m), Karácsony-hegy (193 m), Tompos-hegy (240 m), Pogány-kő (241 m), Sár-hegy (226 m), Csíkmák-hegy (181 m), Kanca-hegy (152 m). Távolabbi magaslatok a Bika-hát (211 m), a Polák-hegy (202 m), a Pákozdvár (253 m) és a Sor-hegy (281 m). A Karácsony-hegy és a Sár-hegy között kanyarog a Velencei-tóba futó, 3,4 km hosszú Bella-patak völgye. A vízfolyás felduzzasztásával létrehozott, betonszegéllyel ellátott egykori Bella-fürdő ma árnyas fákkal szegélyezett tavacska, Bella-tó néven. A terület felszíni vízben szegény, Pákozd közelében három nevezetes forrás található: nyugaton a Zsellér-legelő Anikó-forrása, északon pedig a polák-hegyi Barlang-kút, illetve a pákozdvári Angelika-forrás. A Sár-hegy és a Pogány-kő lepusztult gránitfelszínén található a Magyarországon egyedülálló sziklaalakzatokat, az ún. ingóköveket felvonultató Pákozdi-ingókövek természetvédelmi terület. Ettől északra magasodik a már említett Pákozdvár csúcsa (253 m), amelynek közelében a Velencei-hegység kevés barlangjainak egyike, a Barcaházi-barlang található (az Angelika-forrás mellett).
A Kanca-hegyet keletről a 2,4 km hosszú Pákozdi-ér (vagy Kanca-hegyi-árok) ellaposodott völgye (Lapos) választja el a szomszédos községtől, Sukorótól. A településhez tartozik a Lapos keleti szegélyén magasodó Mészeg-hegy (160 m), itt található a Pákozdi Arborétum is.
Délről a Velencei-tó és az azt magában foglaló Velencei-medence zsombékos-mocsaras, helyenként ligeterdős lapályai övezik a települést. A Velence-tó nyugati, Pákozd–Dinnyés közötti nádfoltos részén terül el a Velencei-tavi madárrezervátum Természetvédelmi Terület. A Szúnyog-sziget és a Gárdony partjaihoz közel eső Cserepes-sziget között vízi tanösvényt alakítottak ki.

## Története

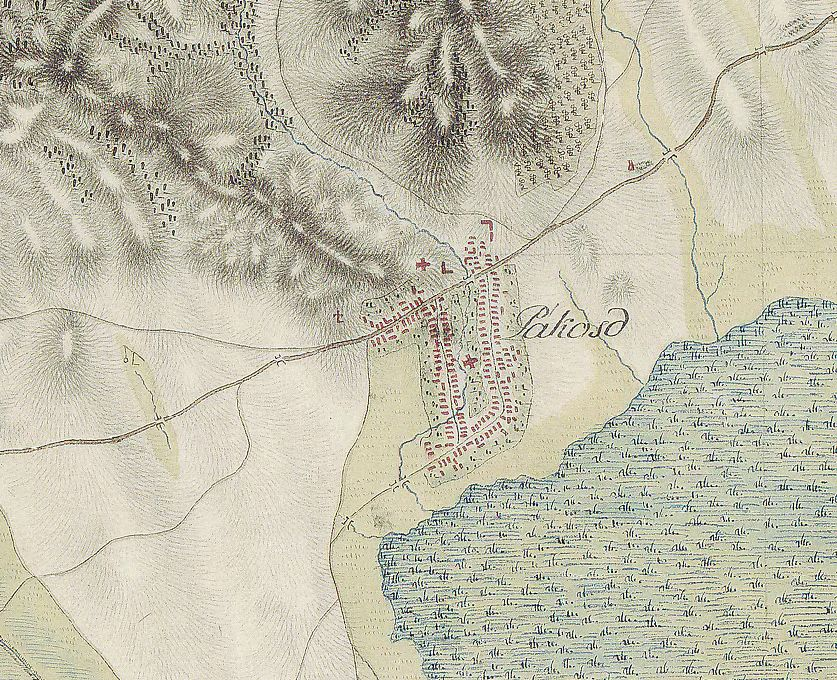
Pákozd az 1780–1784 között készített jozefiniánus topográfiai térképen.

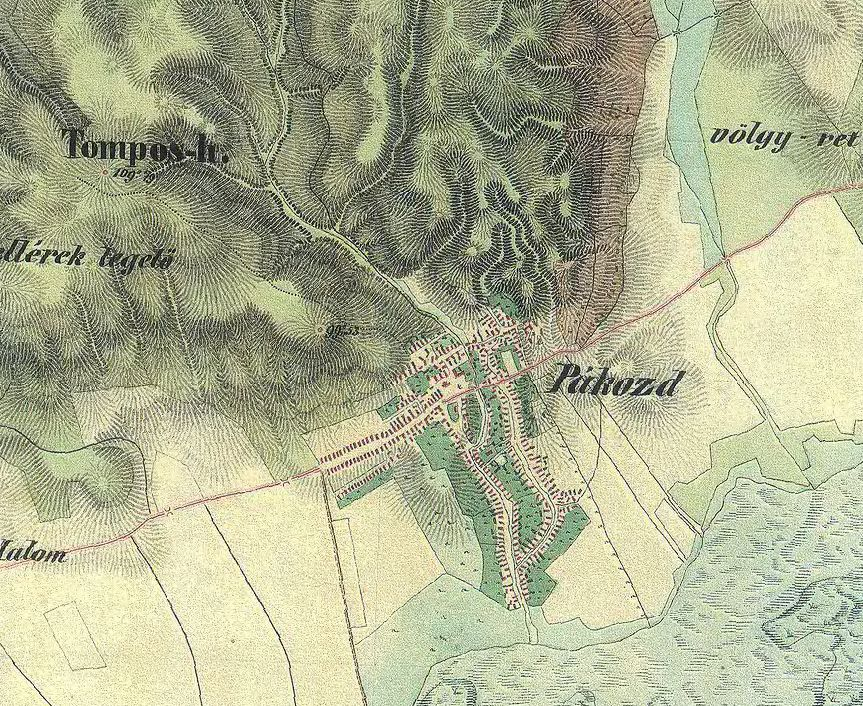
Pákozd az 1806–1869 között készített franciskánus topográfiai térképen.

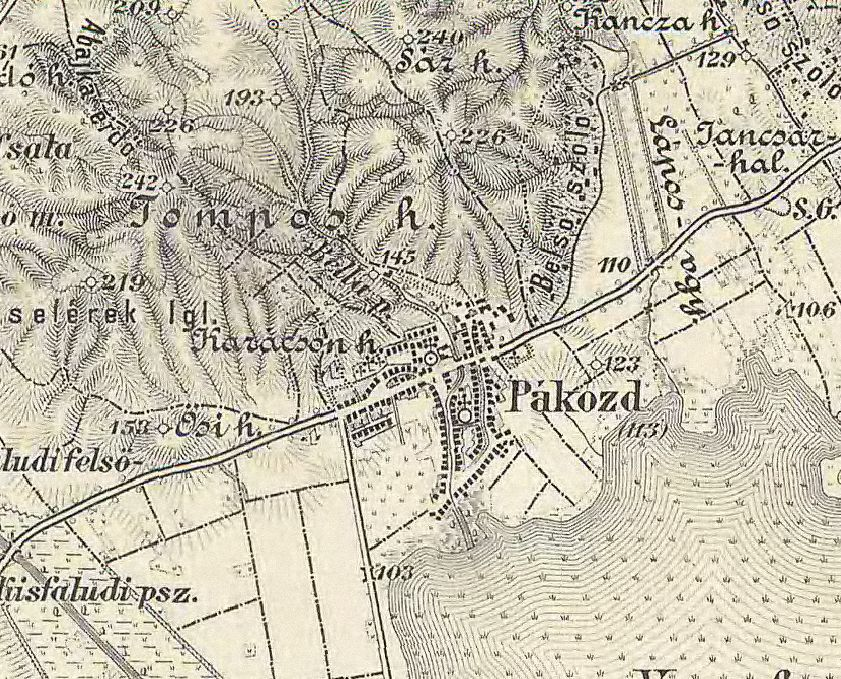
Pákozd az 1872–1884 között készített ferencjózsefi topográfiai térképen.

Pákozdon és környékén több fontos régészeti lelőhely található. A legrégibb leletek az őskőkorból származnak, a helyi iskola udvarán pedig egy újkőkori temetkezési helyet tártak fel. A településtől 4,5 kilométerre északkeletre található Pákozdvár csúcsánál késő bronzkori erődített településre bukkantak, de ismert egy kora vaskori, hallstatti urnatemető is a környékről. A késő vaskortól a római hódítás kezdetéig kelták éltek a vidéken, s több, a kultúrájukhoz kapcsolódó tárgyi emlék került a felszínre az M7-es autópálya építését megelőző leletmentő munkálatok során (bronztárgyak, kézművesműhelyek stb.).
Anonymus a 13. század eleji Gesta Hungarorumban említi, hogy a honfoglaló magyarok Százhalombattától („Centum Montes”, azaz Százhalom) Veszprém felé haladva a pákozdi hegy alatt ütöttek tábort („iuxta montem Pacostu”). A település neve feltehetőleg puszta személynévből keletkezett szláv eredetű minta alapján (vö. lengyel Pakost személynév, cseh Pakosta családnév). A település első írásos említése 1279-ből maradt fenn Pakazt, 1298-ban Pakazth, 1323-ban Pacazth alakban jegyezték fel.
1279-ben Péter veszprémi püspök itteni földjét átadta használatra Colynus mester veszprémi főesperesnek, protonótáriusnak. 1323–1337 körüli időből ismert Pákozdi Pál neve, aki fehérvári kanonok volt, 1348-ból pedig már a település plébániájának említése is ismert. A török hódoltság alatt az İstolni Belgrad-i (Székesfehérvári) szandzsákhoz tartozott. 1593. november 3-án a településtől északra elterülő magaslatokon zajlott a pákozdi csata, amelynek során a Pálffy Miklós, Nádasdy Ferenc és Zrínyi György vezette magyar had szétverte a Székesfehérvár felmentésére érkező Haszán budai pasa túlerőben lévő seregét.
A Rákóczi-szabadságharcot lezáró szatmári békekötést követően Pákozdban tartották Fejér vármegye nemesi közgyűlését 1711. május 5-én. Ekkor és a 18. században végig népes település volt, amelynek jobbágyai a Velencei-tó déli partján és a Vértesalján bérelt földeken folytattak extráneus gazdálkodást.
Az 1848–1849-es szabadságharc egyik nagy ütközete, az 1848. szeptember 29-ei pákozdi csata a Sukorótól és Pákozdtól északra lévő magaslatokon zajlott le. A Móga János vezette magyar honvédsereg – még mielőtt véres közelharcra került volna sor – megfutamításra késztette a Székesfehérvárról Buda felé vonuló Jelačić horvát bán seregét. A környék fegyverforgató férfi lakossága is részt vett a csatában, amelynek során a horvátok tartalék seregét lefegyverezték, következményeként pedig a fegyverszünetet kérő Jelačić Bécs felé vonult el. A pákozdi diadal tiszteletére 1950–1992 között szeptember 29-én tartották a magyar honvédelem emléknapját (előbb Néphadsereg napja, később fegyveres erők napja, legutóbb pedig honvédelem napja elnevezéssel).
Pákozd a 2013-tól érvényes új szabályok alapján jogosult a nagyközségi cím használatára (3000 fő fölötti népességű településként), amit 2013. augusztus 20-án megünnepeltek. Az augusztus 20-i állami ünnep és a nagyközséggé válás alkalmából szobrot emeltek I. István magyar királynak, amihez a Nemzeti Kulturális Alap nyújtott támogatást. A szobor Rohonczi István alkotása.

## Közélete

### Polgármesterei
- 1990–1994: Hegedűs Sándor (független)[10]
- 1994–1998: Hegedűs Sándor (független)[11]
- 1998–2002: Hegedűs Sándor (független)[12]
- 2002–2006: Takács János (független)[13]
- 2006–2010: Takács János (független)[14]
- 2010–2014: Takács János (Fidesz-KDNP)[15]
- 2014-2019: Takács János (független)[16]
- 2019–2024: Kardos Ádám (Fidesz-KDNP)[17]
- 2024– : Kardos Ádám (Fidesz-KDNP)[1]

## Nevezetességei
- Bronzkori földvár maradványai
- Pákozd-Sukorói Arborétum
- Katonai Emlékpark
- Don-kanyar emlékkápolna
- Szúnyog-sziget
- Trianoni Harangláb
- Wass Albert emlékpark
- Hősök tere
- Református templom
- Katolikus templom
- Természetvédelmi területek
  - Velencei-tavi Madárrezervátum Természetvédelmi Terület
  - Pákozdi Ingókövek Természetvédelmi Terület
  - Pákozdi Gyurgyalagtelep Természetvédelmi Terület
  - Dinnyési-fertő Természetvédelmi Terület

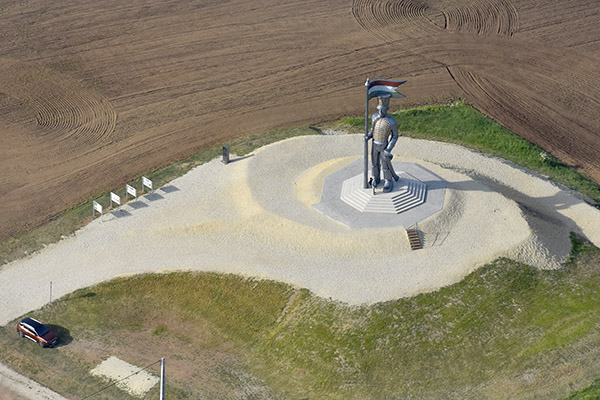
Miskahuszár szobra légi felvételen, Pákozd

  - Anikó-forrás
  - Angelika-forrás
  - Bella-tó

### Miskahuszár szobra
2017. szeptember 29-én, a Szárazföldi Haderők Napján átadásra került Miskahuszár szobra Pákozdon, ami az átadásakor a világ legnagyobb huszárszobra volt. A szobor tömege 80 tonna, magassága 12,5 méter.

## Népesség
A település népességének változása:
| Lakosok száma | 3057 | 3057 | 3057 | 3422 | 3665 | 3629 | 3722 |
|               | 2013 | 2014 | 2015 | 2021 | 2022 | 2023 | 2024 |

A 2011-es népszámlálás során a lakosok 87,2%-a magyarnak, 1,1% németnek, 0,2% románnak mondta magát (12,6% nem nyilatkozott; a kettős identitások miatt a végösszeg nagyobb lehet 100%-nál). A vallási megoszlás a következő volt: római katolikus 37,4%, református 17,1%, evangélikus 0,4%, görögkatolikus 0,3%, felekezeten kívüli 17,4% (26,3% nem nyilatkozott).
2022-ben a lakosság 92%-a vallotta magát magyarnak, 0,9% németnek, 0,4% cigánynak, 0,1-0,1% ukránnak, románnak és szlováknak, 4,5% egyéb, nem hazai nemzetiségűnek (7,7% nem nyilatkozott; a kettős identitások miatt a végösszeg nagyobb lehet 100%-nál). Vallásuk szerint 28,5% volt római katolikus, 13,2% református, 1% evangélikus, 0,3% görög katolikus, 0,1% izraelita, 1,1% egyéb keresztény, 0,8% egyéb katolikus, 17,8% felekezeten kívüli (36,9% nem válaszolt).

## Rendezvények
- Szüreti felvonulás és bál (szeptember 29.)
- Megemlékezés a pákozdi csatáról (szeptember 29.)
- Huszárfelvonulás és csata (szeptember 29.)
- Nemzetközi Sárkányeresztő fesztivál
- Kiszézés
- Tojásgurítás
- Templomkerti hangverseny (október eleje)
- Ökumenikus imahét előadás-sorozat

## Oktatás
- Pákozdi Nemeskócsag Általános Iskola (8095 Pákozd, Arany János u. 1-5.) Honlap:www.nemeskocsag.hu

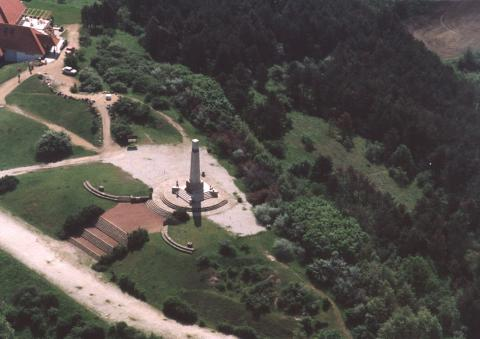
Az emlékmű légifotója